# Мільяніко
Мільяніко (італ. Miglianico) — муніципалітет в Італії, у регіоні Абруццо, провінція К'єті.
Мільяніко розташоване на відстані близько 160 км на схід від Рима, 75 км на схід від Л'Аквіли, 11 км на схід від К'єті.
Населення — 4856 осіб (2014).

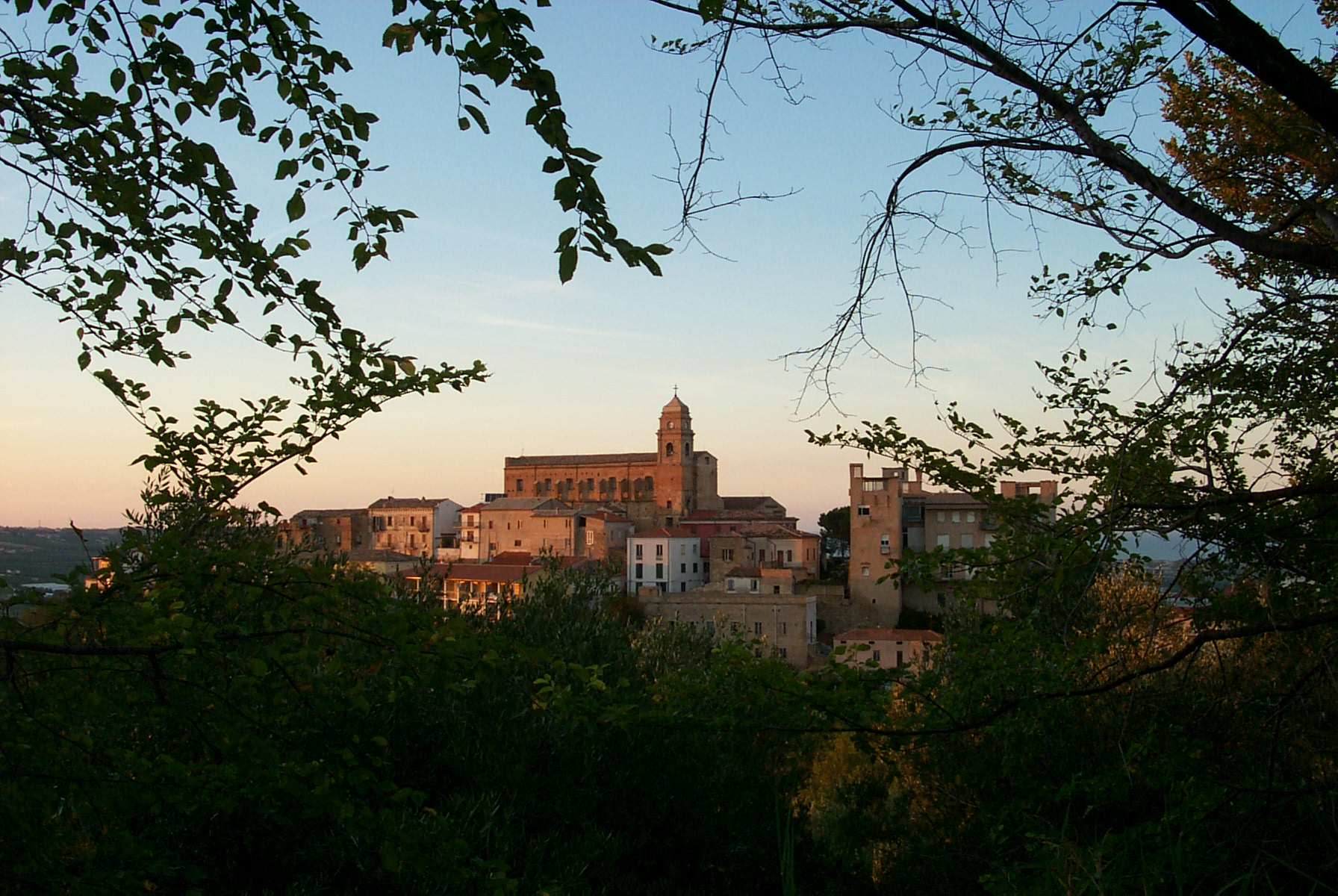

Щорічний фестиваль відбувається 27 липня. Покровитель — Святий Пантелеймон.

## Демографія
Населення за роками:

Станом на 1 січня 2023 року в муніципалітеті офіційно проживав 241 іноземець з 31 країни, серед них 111 громадян країн Євросоюзу та 11 громадян України.

## Сусідні муніципалітети
- Арі
- Франкавілла-аль-Маре
- Джуліано-Театіно
- Ортона
- Рипа-Театіна
- Толло
- Вілламанья